# 且木干河
且木干河，位于中华人民共和国新疆维吾尔自治区西部的一条河流，是盖孜河左岸支流，由发源于乌恰县南部昆盖山东北坡，自西南向东北流，于膘尔托阔依乡阿合奇村出山口，之后大部分河水被引入膘尔托阔依水库和下游灌区，洪水期河水向东经疏附县乌帕尔镇汇入盖孜河。山口（且木干渠首）以上河长37千米，流域面积396平方千米，年均径流量约0.8亿立方米。